# Rivière Chartrand
Pour les articles homonymes, voir Chartrand.
La rivière Chartrand est un affluent du lac Pascagama, coulant dans la partie est de la ville de Senneterre, dans la municipalité régionale de comté (MRC) de La Vallée-de-l'Or, dans la région administrative de l’Abitibi-Témiscamingue dans la province de Québec, au Canada.

## Géographie
Les bassins versants voisins de la rivière Chartrand sont :
- côté nord : lac Saint-Cyr, rivière Saint-Cyr Sud, lac Bailly ;
- côté est : rivière Pascagama, rivière de l'Aigle ;
- côté sud : lac Pascagama, lac Mercier, rivière Mégiscane, rivière Suzie ;
- côté ouest : rivière Saint-Cyr Sud, lac Saint-Cyr, lac Cherrier, lac Mégiscane, lac Canusio.

La rivière Chartrand prend sa source à l'embouchure du lac non identifié (altitude : 391 m) à l'est du lac Saint-Cyr, lequel est traversé par la rivière Saint-Cyr Sud, à l'ouest de la limite entre les régions administratives de la Mauricie (La Tuque) et d'Abitibi-Témiscamingue (Senneterre) à l’ouest du réservoir Gouin au sud-ouest de la communauté autochtone d'Obedjiwan.
À partir de l'embouchure du lac de tête, la rivière Chartrand coule sur environ 25 km entièrement en zone forestière, selon les segments suivants :
- vers le sud jusqu'à un élargissement de la rivière qui descend vers le sud puis vers l'est traversant un lac non identifié ;
- vers l'est, notamment en traversant un lac non identifié (altitude : 383 m) sur sa pleine longueur, jusqu’à la décharge (venant du nord) de deux lacs non identifiés ;
- vers le sud, en traversant un premier lac puis un deuxième sur leur pleine longueur ;
- vers le sud, jusqu'à la rive nord d’un lac non identifié ;
- vers le sud, en traversant un lac non identifié sur sa pleine longueur, lequel est formé par l'élargissement de la rivière ;
- vers le sud jusqu’à la rive nord d’un lac non identifié ;
- vers le sud-est, jusqu'à l’embouchure de la rivière[2].

La rivière Chartrand se déverse en zone forestière sur la rive ouest d’une baie de la partie nord du lac Pascagama à l’ouest du réservoir Gouin, au sud-est du d'Obedjiwan  et à l’est de Lebel-sur-Quévillon.

## Toponymie
Le toponyme rivière Chartrand a été officialisé le 20 novembre 1973 à la Commission de toponymie du Québec.